# フェルナンダ・アレグレ
フェルナンダ・ソレダッド・アレグレ（Fernanda Soledad Alegre、1987年2月25日 - ）は、アルゼンチンの元女子プロボクサー。ブエノスアイレス出身。元WBO女子世界ジュニアウェルター級王者。

## 来歴
2009年6月27日、デビュー戦でMonica Elizabeth Galeanoに判定勝利。
しかし、2戦目でEliana Maria Celeste Lencinaに敗れる。
3戦目はEtel Cristina AranoをTKOで倒し連敗阻止。以降は無敗。
2010年7月23日、8戦目で新設されたアルゼンチン女子ライトウェルター級王座を懸け、Roxana Beatriz Labordeと対戦。判定で王座獲得。
2010年10月23日、Juliana De Aguiarと引き分ける。
2010年12月3日、新設されたWBO女子世界ジュニアウェルター級王座を懸けてMichelle Larissa Bonassoliと対戦。3-0判定で初の世界王座獲得。
2011年3月11日、ダイアナ・アヤラ相手に3-0判定で制して初防衛成功。
2011年6月24日、Silvana Lima da Silva相手に3-0判定を制して2度目の防衛成功。
2011年9月30日、エリス・パチェコ相手に3-0判定を制して3度目の防衛成功。
2011年12月17日、クリス・ナムス相手に3-0判定を制して4度目の防衛成功。
2012年4月7日、ナムスとのダイレクトリマッチを3-0判定で返り討ちにして5度目の防衛成功。
2012年9月8日、元WBCライト級暫定王者ダリス・パルドと対戦し、7回にパルドが負傷したため棄権し6度目の防衛成功。
2012年11月30日、初の国外での試合としてメキシコにてダイアナ・アヤラと対戦し、4回負傷判定で7度目の防衛成功。

## 戦績
- 25戦22勝（7KO）1分2敗

## 獲得タイトル
- 初代WBO女子世界ジュニアウェルター級王座(防衛10)